# Pars-lès-Romilly
Pars-lès-Romilly ist eine französische Gemeinde mit 834 Einwohnern (Stand 1. Januar 2022) im Département Aube in der Region Grand Est (vor 2016 Champagne-Ardenne); sie gehört zum Arrondissement Nogent-sur-Seine und zum Kanton Romilly-sur-Seine. 

## Geographie
Pars-lès-Romilly liegt etwa 29 Kilometer nordwestlich von Troyes. Umgeben wird Pars-lès-Romilly von den Nachbargemeinden Romilly-sur-Seine im Norden, Maizières-la-Grande-Paroisse im Nordosten, Origny-le-Sec im Osten und Südosten, Ossey-les-Trois-Maisons im Süden, Saint-Martin-de-Bossenay im Südwesten, Gélannes im Westen sowie Saint-Hilaire-sous-Romilly im Westen und Nordwesten.

## Bevölkerungsentwicklung
| Jahr                       | 1962 | 1968 | 1975 | 1982 | 1990 | 1999 | 2006 | 2011 | 2019 |
| Einwohner                  | 394  | 406  | 678  | 714  | 713  | 684  | 747  | 791  | 817  |
| Quellen: Cassini und INSEE |      |      |      |      |      |      |      |      |      |

## Sehenswürdigkeiten
- Kirche Saint-Martin aus dem 12. Jahrhundert

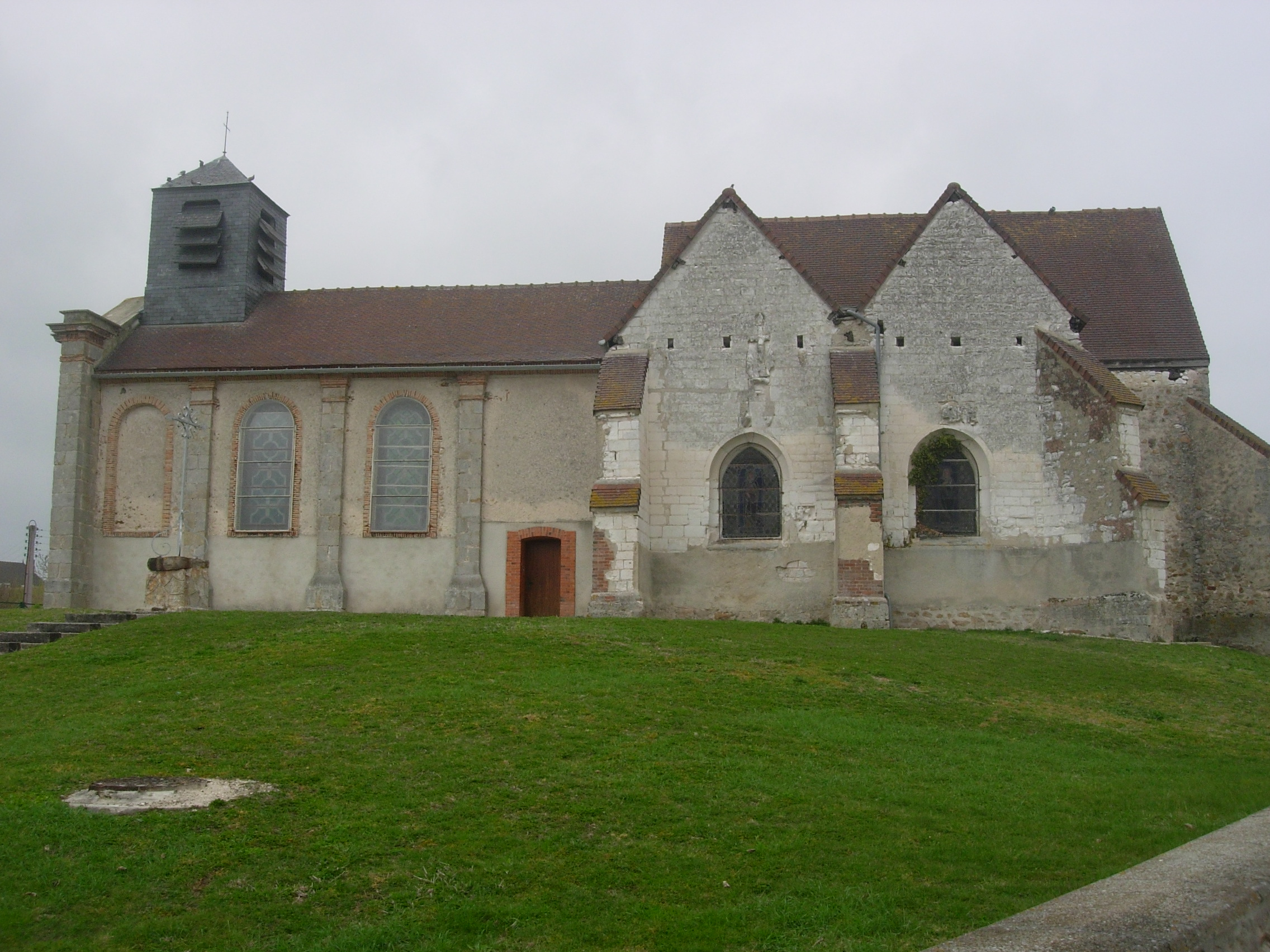
Kirche Saint-Martin

- Ehemaliges Schloss